# Магдаленово
Магдаленово (пол. Magdalenowo) — деревня в Сувалкском повете Подляского воеводства Польши. Входит в состав гмины Сувалки. По данным переписи 2011 года, в деревне проживало 44 человека.

## География
Деревня расположена на северо-востоке Польши, на северо-восточном берегу озера Вигры, на расстоянии приблизительно 12 километров к востоку от города Сувалки, административного центра повета. Абсолютная высота — 136 метров над уровнем моря. К северу от Магдаленова проходит региональная автодорога 653.

## История
В конце XVIII века Магдаленово входило в состав Гродненского повета Трокского воеводства Великого княжества Литовского.
В 1888 году в деревне проживало 243 человека. В этноконфессиональном отношении большинство население деревни составляли поляки-католики (223 человека), остальные — евреи. В административном отношении деревня входила в состав гмины Гутта Сувалкского уезда Сувалкской губернии.
В период с 1975 по 1998 годы населённый пункт являлся частью Сувалкского воеводства.